# Interstate 12
Die Interstate 12 (kurz I-12) ist ein Interstate Highway, der durch den Bundesstaat Louisiana verläuft. Er wird auch Republic of West Florida Parkway genannt. Der I-12 beginnt in Baton Rouge, der Hauptstadt Louisianas, am Interstate 10 und führt nördlich am Pontchartrain-See vorbei, bevor er an einem Kreuz mit den Interstates 10 und 59 nahe Slidell endet.

## Wichtige Städte
- Baton Rouge
- Hammond
- Slidell

## Geschichte
Als die Twin Span Bridge der Interstate 10 durch Hurrikan Katrina beschädigt wurde, übernahm der Interstate 12 vorübergehend die Funktion der I-10. Am 14. Oktober 2005 führte der Interstate 10 eingeschränkt wieder über die Twin Span Bridge bis Anfang Januar 2006 auch die zweite Fahrbahn wiedereröffnet wurde.